# モルQ

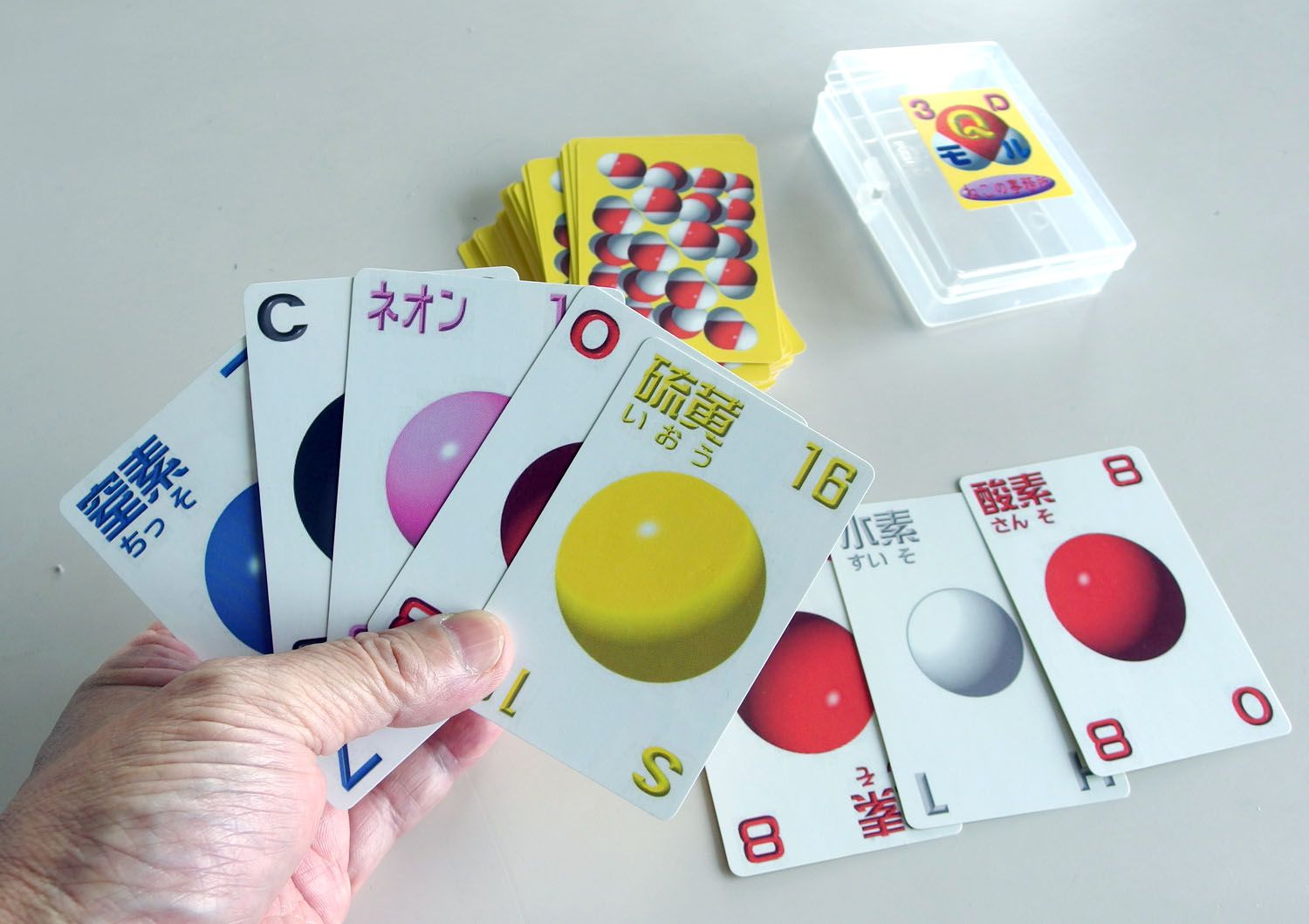
2003年からの3D版モルQ。

モルQ（もるきゅう:MOLE-Q）とは、1991年に松平亨が考案した原子カードを組み合わせて分子を作るゲームである。トランプのようにカードを配り、手持ちの原子カードから分子を作るとカードを捨てることができ、早くカードがなくなったものが勝ちとなる。分子や気体に関する仮説実験授業の授業後に子供たちがよく遊んでおり、子供が新たな遊び方を考えだしたり、ゲームを通じて自分で分子を学ぶ効果も確認されている。また、科学講座では「ぶんしっし」という遊び方も開発されている。

## 概要
酸素、窒素、炭素などの原子カードを組み合わせて分子を作っていくカードゲーム。分子を作って手持ちのカードを早くなくした人が〈あがり〉となる。負けた人は手持ちのカードの原子番号がマイナス点となるため、原子番号の大きい原子カードを最後まで持っていると勝敗に影響する。他の原子とくっついて分子にならない18族原子の「アルゴン」「ヘリウム」などは〈役札〉としてゲームを盛り上げる。5回ゲームを行って、最終順位が決定する。仮説実験授業の授業書「もしも原子が見えたなら」や「いろいろな気体」などの授業後に遊ぶと効果的に遊ぶことができる。分子を英語でmoleculeというので「もれきゅう」となり、最終的に「モルQ」という名称に決まった。松平は作成したモルQを1992年7月の仮説実験授業研究会の全国合宿研究会で発表し、実際にゲームをやって参加者に好評を得た。

## 略年表
- 1991年7月3日　志田竜彦と松平亨で原型を作る。同5日、ボール紙で白黒の試作品を10部作り、配布。手ごたえを感じる。
- 1992年７月末　仮説実験授業研究会長野大会でプリントゴッコ版50部を販売。
- 1992年9月　　印刷会社で1000部オフセット印刷版を作る。12月にも1000部追加。
- 1993年3月　　売り切れる。仮説社の月刊誌『たのしい授業』10周年にモルQ 開発の感謝状を受ける。
- 1998年3月　　大日本トランプで改訂版3000部発行。
- 1999年7月末　仮説実験授業研究会の北海道大会で板倉賞[10]を受賞。
- 2003年6月　　3Dデザインに改訂。5000部。
- 2014年1月　　通算25000部発行。

## ゲームの方法
最新版に付属の「3DモルQ解説書」によれば、「基本ルール」は以下の通り。なおローカルルールも存在する。
1. カードをシャッフルして、5枚ずつ配り、残ったカードは山にして裏返して場に置く。
2. 「しばり」[11]を決める。
3. 回り順は時計回りとする。
4. 手札の中で分子ができるように組みあわせる。
5. 順に一組ずつ分子名を高らかに唱え（コール）出す。出した分子はみんなに見えるように自分の前に広げて置く。分子の名前やカードを間違えたことを他の人に指摘されたら、ペナルティとして、カードを引き取った上に、さらに1枚引く。
6. 他の人が出した分子に手持ちのカードをくっつけて分子を作ることもできる。ただしこれは1組出したことになり、さらに分子を出すことはできない。
7. 分子やくっつきができなければ山から1枚取る。そして分子ができたら出せる。
8. 作戦によっては分子を出さずに1枚取ってもいいし、それで分子ができても出さなくてもよい。
9. カードを引いて分子ができなければパス宣言する。作戦としてパスしても良い。
10. 手持ちのカードがなくなると上がり。山がなくなるまで続ける。
11. 山がなくなったら手持ちのカードで分子ができなくなるまで出し合う。
12. カードが出せなくなったら、手持ちの原子番号の合計が少ない順に勝ちとする。
13. 以上を5回行い、原子番号の合計が少ない順に勝ちとなる。
14. 18族原子は1枚でも出せるが「役」がある。アルゴンを出したら逆回りになる。ネオンを出すと一人飛ばしで、次の人が順番を飛ばされる。ヘリウムは、出された次の人が山から2枚取る。ただし、次の人がヘリウムを持っていたら「ヘリウム返し」で最初に出した人が4枚取らなくてはならない。

## 原子論入門教育としての効果
阿部徳昭はモルQを松平から入手すると、すぐに自身の小学校4年生のクラスでモルQを子どもたちに試した。モルQは子どもたちの間で流行り「〈もしも原子がみえたなら〉の授業でやった分子を思い出した」と言う子どもが出た。阿部は休み時間に自由にモルQをやらせていたが、1ヶ月たっても人気は衰えず、原子の組み合わせと分子の名前を自然に覚える子どもが多数出た。また、モルQでは場に酸素分子がある時に水素カードを4枚出すと「爆発」と宣言して一気に上がることができる逆転ルールがあるが、これを狙って水ができる時の反応を自然に覚える子どもも出た。
モルQでは分子の種類を多く知っているほど勝てる可能性が高まるため、自分で分子を調べる子どもも現れた。たとえば阿部のクラスでは教室に置いてあった『分子と人間』（P.W.Atkins著、東京化学同人、1990年）を勝手に調べて、〈もしも原子がみえたなら〉の授業に出てこない分子を覚えて、モルQで使うことが流行った。このようにモルQに夢中になった子どもはゲームで使う原子カードで比較的少ない枚数で作れる分子を研究するようになった。
阿部はこの現象を見て「僕さえ知らないような分子を勝手に調べて見つけ、それをゲームの中で作って覚えてしまう。しかも、それが本当にお気軽にやれてしまっているのは驚異的といってもいいです」と述べている。

## 派生ゲーム「ぶんしっし」
NPO法人楽知ん研究所は、モルQの解説書にある神経衰弱 (トランプゲーム)としての遊び方を「ぶんしっし」として科学講座で行っている。「ぶんしっし」では、『もしも原子がみえたなら』に記載されている空気中の11種類の分子を作る。

### 遊び方
「ぶんしっし」の遊び方は以下の手順となる。
1. 親を決めたらカードを裏返して机にならべる。
2. 親から時計回りでカードをめくり、分子ができる限り原子カードをめくり続けることができる。
3. 分子ができたカードはもらえる。分子ができないカードをめくったら元通りに裏返しておく。
4. 次の人がカードをめくり同様に続ける。18族の原子カードの役カードは1枚でももらえる。役はモルQと同じだが、ヘリウムは続けて2枚めくることができる。
5. 誰も分子を作れずに1周したらゲーム終了。手持ちのカードの原子番号の合計が少ない人が勝ち。

この方法のメリットとして、『もしも原子がみえたなら』等の仮説実験授業の原子論関係の授業を全く受けたことのない者でも、すぐにゲームに参加できる点にある。楽知ん研究所では、ぶんしっしを楽しむ中で、モルQカードの原子の組み合わせを考え、原子論に入門し、原子分子に興味を持った人たちの中から、さらに分子模型へと関心を深め、原子論でものを考えていくようになった人たちが現実に生まれているとしている。